# Tielma (osiedle typu miejskiego)
Tielma (ros. Тельма) – osiedle typu miejskiego w Rosji, w obwodzie irkuckim, w rejonie usolskim. W 2010 liczyło 4576 mieszkańców.